# Yvretta carus
Yvretta carus är en fjärilsart som beskrevs av Edwards 1883. Yvretta carus ingår i släktet Yvretta och familjen tjockhuvuden. Inga underarter finns listade i Catalogue of Life.